# NXT Deadline 2024
NXT Deadline 2024 (stilizzato DEADL1NE) è stato il cinquantaduesimo special event di NXT, prodotto dalla WWE. L'evento si è svolto il 7 dicembre 2024 alla Minneapolis di Minneapolis in Minnesota ed stato trasmesso in diretta su Peacock negli Stati Uniti e sul WWE Network nel resto del mondo.

## Storyline
| Ruolo:                  | Nome:             |
| ----------------------- | ----------------- |
| Commentatori            | Vic Joseph        |
| Commentatori            | Booker T          |
| Commentatori spagnoli   | Marcelo Rodríguez |
| Commentatori spagnoli   | Jerry Soto        |
| Ring announcer          | Mike Rome         |
| Arbitri                 | Adrian Butler     |
| Arbitri                 | Chip Danning      |
| Arbitri                 | Dallas Irvin      |
| Arbitri                 | Derek Sanders     |
| Arbitri                 | Felix Fernandez   |
| Intervistatori          | Sarah Schreiber   |
| Pannello pre-spettacolo | Megan Morant      |
| Pannello pre-spettacolo | Sam Roberts       |

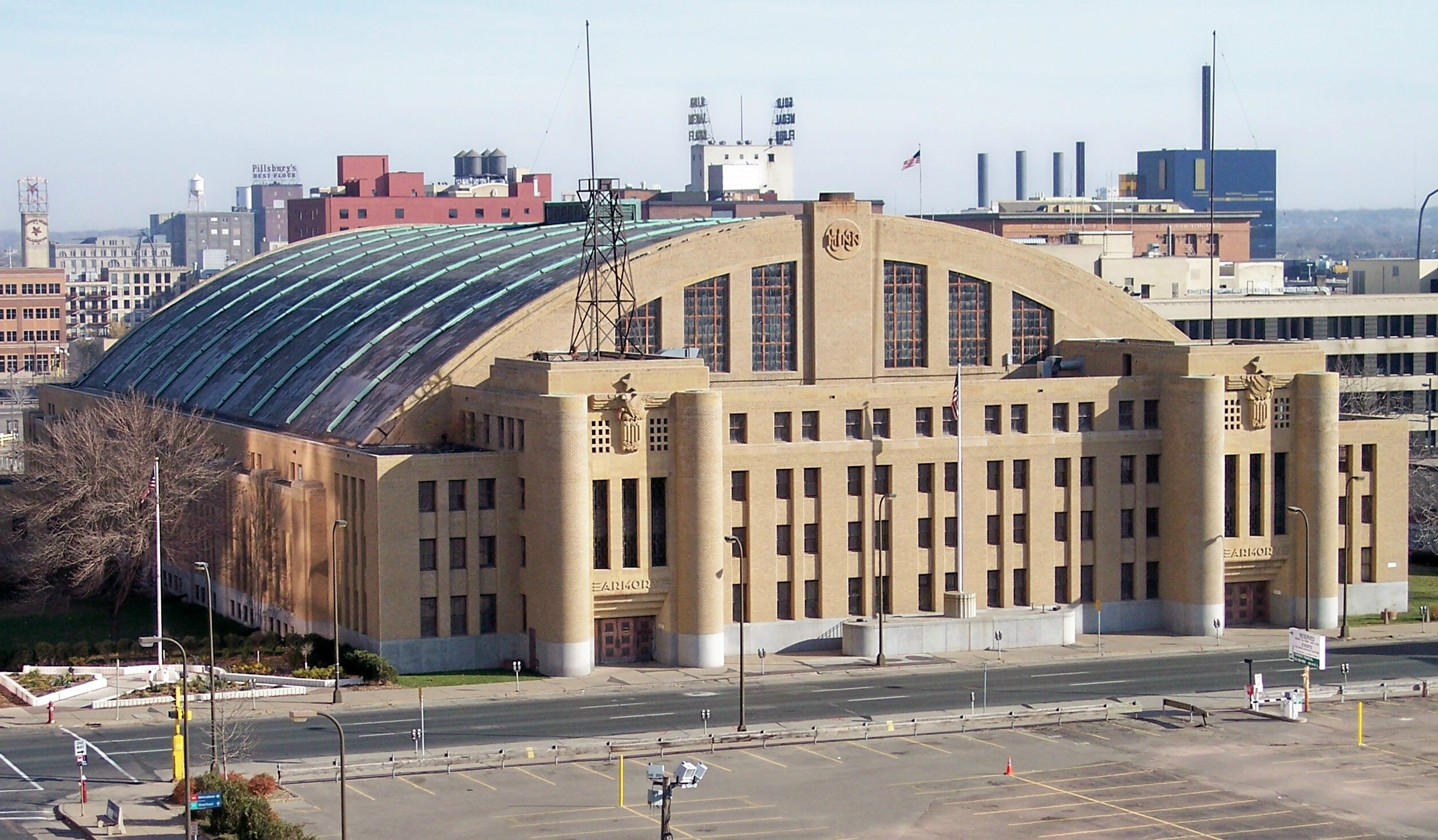
L'evento si è tenuto presso il Minneapolis Armory a Minneapolis, Minnesota.

Il 6 novembre durante l'episodio speciale NXT 2300, il direttore generale di NXT Ava ha annunciato il ritorno di Deadline. Le qualificazioni per l'Iron Survivor Challenge maschile e femminile sono iniziate nell'episodio del 12 novembre. I primi due posti maschili sono stati determinati da due partite in cui Wes Lee e Je'Von Evans hanno sconfitto rispettivamente Cedric Alexander e Lexis King, mentre il primo posto femminile è stato determinato da una partita in cui Sol Ruca ha sconfitto Cora Jade. I posti successivi sono stati determinati nell'episodio del 19 novembre. Per la partita maschile, Nathan Frazer ha sconfitto Eddy Thorpe, mentre il secondo e il terzo posto femminile sono stati guadagnati da Stephanie Vaquer e Zaria, sconfiggendo rispettivamente Jaida Parker di OTM e Wren Sinclair di No Quarter Catch Crew. Il quarto posto sia per la partita maschile che per quella femminile è stato determinato nell'episodio del 26 novembre, con Ethan Page che ha sconfitto Axiom e Giulia che ha sconfitto Kelani Jordan. Gli ultimi posti per entrambe le partite sono stati determinati nell'episodio del 3 dicembre in due partite Last Chance, con Thorpe che ha sconfitto Alexander, King e Axiom e Sinclair che ha sconfitto Jade, Parker e Jordan. Tuttavia, nel backstage più tardi quella notte, Thorpe fu attaccato da una persona misteriosa. Il giorno dell'evento, è stato annunciato che Thorpe non sarebbe stato autorizzato dal punto di vista medico a competere nella partita, con un sostituto al suo posto.
Nell'episodio del 13 agosto di NXT, la Chase University (Andre Chase e Ridge Holland) ha sconfitto Axiom e Nathan Frazer vincendo l'NXT Tag Team Championship, solo per perdere i titoli 19 giorni dopo a NXT No Mercy 2024. Dopo la partita, Holland ha attaccato brutalmente Chase, tornando heel. Ciò ha portato a una Ambulance match tra Chase e Holland ad NXT Halloween Havoc 2024, che Holland ha vinto. Più tardi quella notte, Trick Williams difese con successo l'NXT Championship contro Ethan Page. Dopo il match, Williams è stato brutalmente attaccato sia da Page che da Holland fino a quando il WWE Hall of Fame Bubba Ray Dudley, che era stato affrontato da Holland nel pre-show, è uscito per salvare Williams. All'NXT 2300 il 6 novembre, Page e Holland hanno sconfitto Dudley e Williams, con Holland che ha fatto lo schienamento su Williams. La settimana successiva, Williams chiamò Holland, ma fu interrotto da Chase, affermando che aveva degli affari in sospeso con Holland. Dopo che Holland è salito sul ring, Chase ha sfidato Holland a un incontro, dove se Chase avesse perso, la Chase University sarebbe stata costretta a sciogliersi. Dopo aver inizialmente rifiutato, Holland ha cambiato idea e ha accettato dopo che Williams ha aggiunto la clausola che il vincitore lo avrebbe sfidato per il campionato NXT a Deadline. La partita venne poi ufficializzata per la settimana successiva, che Holland vinse, costringendo la Chase University a sciogliersi e rendendo ufficiale la partita per il titolo per NXT Deadline.
Nell'episodio del 12 novembre di NXT, il direttore generale di NXT Ava ha incontrato diversi tag team NXT, affermando che voleva una squadra che sfidasse Nathan Frazer e Axiom per l'NXT Tag Team Championship. Durante gli episodi successivi, vari tag team NXT si sono scontrati tra loro, arrivando al culmine nell'episodio del 26 novembre, dove Ava ha annunciato che nell'episodio successivo si sarebbe tenuta una Battle royal match, con la squadra vincente che si sarebbe guadagnata una partita per l'NXT Tag Team Championship a NXT Deadline. La partita è stata vinta da No Quarter Catch Crew (Myles Borne e Tavion Heights).
Fino a settembre 2024, Jaida Parker e Lola Vice hanno litigato con Fatal Influence (Jacy Jayne, Fallon Henley e Jazmyn Nyx) mentre contemporaneamente litigavano tra loro. I due hanno deciso di mettere da parte le loro differenze per collaborare contro Jayne e Henley per la premiere di NXT del 1 ottobre su The CW, che hanno perso dopo che Parker ha abbandonato Vice. Dopo una rissa nel backstage, il direttore generale della NXT Ava ha annunciato che Parker e Vice si sarebbero affrontati in un Hardcore match a NXT 2300, con l'ex manager della ECW Dawn Marie come arbitro ospite speciale. Lì, Parker sconfisse Vice dopo averla colpita con un mattone. Nell'episodio del 19 novembre, Parker ha perso la partita di qualificazione dell'Iron Survivor a causa dell'interferenza di Vice. Nell'episodio successivo, Vice sfidò Parker a un NXT Underground match. Nell'episodio del 3 dicembre, Parker ha gareggiato in un Last Chance fatal 4-way match per il posto finale nell'Iron Survivor Challenge, ma non è riuscita a vincere a causa dell'interferenza di Vice a causa di una rissa tra i due. Parker successivamente accettò la sfida per il match di NXT Underground, volendo che il match avesse luogo nell'episodio di quella notte. Tuttavia, Ava ha programmato la partita per NXT Deadline.

## Risultati
| # | Match                                                                                       | Stipulazioni                                                                     | Durata |
| - | ------------------------------------------------------------------------------------------- | -------------------------------------------------------------------------------- | ------ |
| 1 | Oba Femi (3) ha sconfitto Je'Von Evans (2), Ethan Page (2), Nathan Frazer (1) e Wes Lee (1) | Iron survivor challenge per determinare lo sfidante all'NXT Championship         | 25:00  |
| 2 | Lola Vice ha sconfitto Jaida Parker                                                         | NXT Underground match                                                            | 11:05  |
| 3 | Nathan Frazer e Axiom (c) hanno sconfitto Myles Borne e Tavion Heights                      | Tag team match per l'NXT Tag Team Championship                                   | 15:30  |
| 4 | Trick Williams (c) ha sconfitto Ridge Holland                                               | Single match per l'NXT Championship                                              | 15:50  |
| 5 | Giulia (2) ha sconfitto Sol Ruca (1), Stephanie Vaquer (1), Zaria (1) e Wren Sinclair (1)   | Iron survivor challenge per determinare la sfidante all'NXT Women's Championship | 25:00  |